# Keith Arkell
Keith Charles Arkell (ur. 8 stycznia 1961 w Birmingham) – angielski szachista, arcymistrz od 1995 roku.

## Kariera szachowa
W 1998 r. zdobył tytuł indywidualnego mistrza Wielkiej Brytanii w szachach szybkich, natomiast w 2008 r. zdobył w Liverpoolu tytuł indywidualnego wicemistrza Wielkiej Brytanii (w dogrywce o złoty medal przegrywając ze Stuartem Conquestem). Sukces odniósł również w finale mistrzostw Wielkiej Brytanii w 2001 r. w Scarborough, gdzie podzielił II-VIII m. (za Josephem Gallagherem, wspólnie z m.in. Julianem Hogdsonem, Markiem Hebdenem i Bogdanem Laliciem.
Odniósł szereg sukcesów w turniejach międzynarodowych, m.in.:
- 1987 – I m. w Nottingham, dz. I m. w Ostendzie (wspólnie ze Stuartem Conquestem), dz. II m. w Londynie (za Garym Lanem, wspólnie z Michaelem Adamsem),
- 1988 – dz. I m. w Edynburgu (wspólnie z Roderickiem McKayem), dz. II m. w Londynie (za Paulem Motwanim, wspólnie z Jonathanem Levittem i Matthew Sadlerem,
- 1989 – dz. II m. w Uzès (za Malcolmem Peinem, wspólnie z m.in. Nikoła Spiridonowem, Miodragiem Todorceviciem i Marcem Santo-Romanem),
- 1993 – dz. I m. w Kopenhadze (wspólnie z Milošem Jirovským), dz. III m. w Dublinie (turniej strefowy, za Michaelem Adamsem i Jonathanem Speelmanem, wspólnie z Julianem Hodgsonem, Matthew Sadlerem i Jonathanem Levittem),
- 1994 – dz. III m. w Wrexham (za Nigelem Daviesem i Larsem Karlssonem, wspólnie z Michaelem Bezoldem),
- 1999 – I m. w Wakefield,
- 2001 – dz. II m. w Newport (za Aleksandrem Nosenko, wspólnie z Christopherem Duncanem),
- 2002 – I m. we Wrexham, dz. I m. w Hastings (edycja 2001/02, turniej Challengers, wspólnie z Glennem Flearem, Zvonko Stanojoskim, Siergiejem Azarowem i Witalijem Cieszkowskim), dz. I m. w Swansea (wspólnie z Jonathanem Levittem),
- 2003 – I m. w Paignton,
- 2004 – I m. w Paignton,
- 2007 – I m. w Paignton,
- 2008 – I m. w Crowthorne, dz. I m. w Paignton (wspólnie z Gawainem Jonesem), II m. w Bridgetown (za Julio Becerrą Rivero), dz. II m. w Samnaun (otwarte mistrzostwa Szwajcarii, za Michaiłem Ułybinem, wspólnie z m.in. Danielem Gormallym, Mironem Szerem i Thomasem Pähtzem),
- 2009 – I m. w Paignton, dz. I m. w Londynie (wspólnie z Aleksandrem Czerniajewem), II m. w Amersham (za Simonem Williamsem), II m. w Pontypridd (za Julianem Radulskim), II m. w Uxbridge (za Danielem Gormallym),
- 2010 – I m. w Uxbridge, I m. w Sunningdale, I m. w Warrington.

W 2014 r. zdobył w Katerini srebrny medal mistrzostw świata seniorów (w kategorii powyżej 50 lat).
Najwyższy ranking w karierze osiągnął 1 lipca 1996 r., z wynikiem 2545 punktów zajmował wówczas 10. miejsce wśród angielskich szachistów.

## Życie prywatne
Żoną Keitha Arkella była angielska arcymistrzyni Susan Lalić.